# SMS Szent István
El SMS Szent István fue un acorazado tipo dreadnought, el único construido por la parte húngara del Imperio austrohúngaro. Hungría firmó el contrato para la construcción del acorazado y a cambio de liberar los inmensos fondos necesarios para la construcción de un clase Tegetthoff, recibió su nombre en memoria del primer rey cristiano de Hungría, San Esteban (Szent István en húngaro).
El Szent István es uno de los tres únicos acorazados que han sido filmados en el momento de su hundimiento junto al HMS Barham y al USS Arizona.

## Construcción

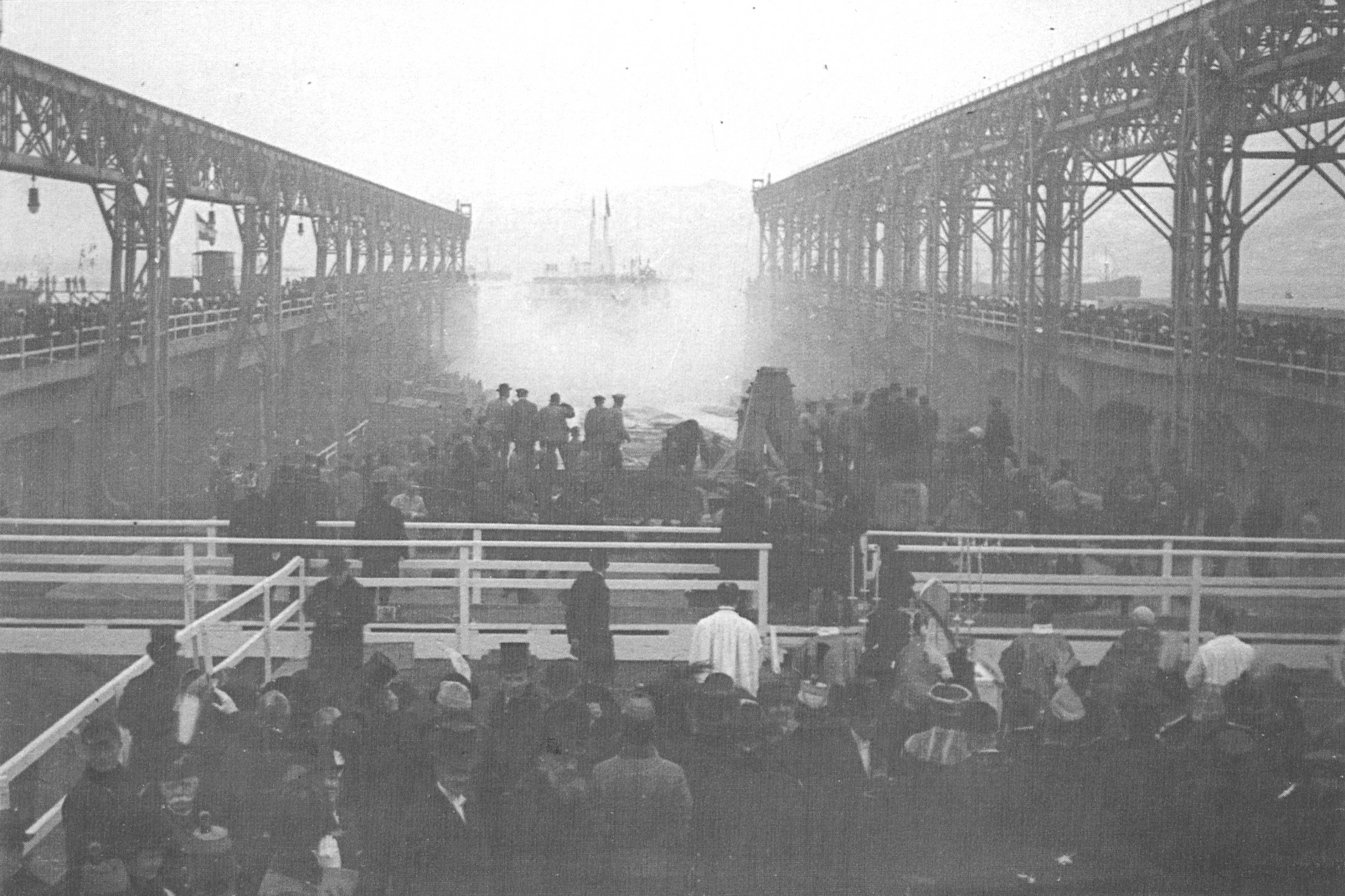
Botadura del Szent István.

La quilla del  SMS Szent István fue puesta sobre las gradas del astillero Ganz & Company - Danubius de Fiume el 29 de enero de 1912 (el único gran astillero húngaro). El buque fue botado el 17 de enero de 1914, y no recibió su nombre Szent István hasta el 13 de diciembre de 1915. Esta construcción supuso un gran costo para el astillero, pues hasta ese momento sólo habían construido buques mercantes y militares relativamente pequeños, por lo que tuvo que modernizarse para poder construir grandes navíos.
Se diferenciaba de sus tres gemelos en la plataforma construida alrededor de la chimenea delantera, que extendía el puente hasta después de la misma, y sobre la que se instalaron varios reflectores. Otra característica distintiva eran las tomas de aire frente al mástil principal. Fue el único de los buques de su clase que no estaba equipado con redes antitorpedo.
Tuvo su base en Pola y realizó durante la contienda patrullas y bombardeos a lo largo de la costa de Italia.

## Hundimiento

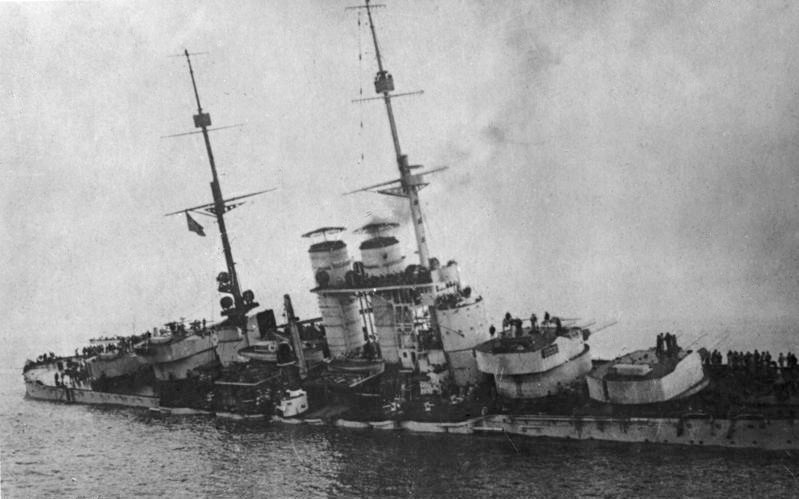
El Szent István hundiéndose.

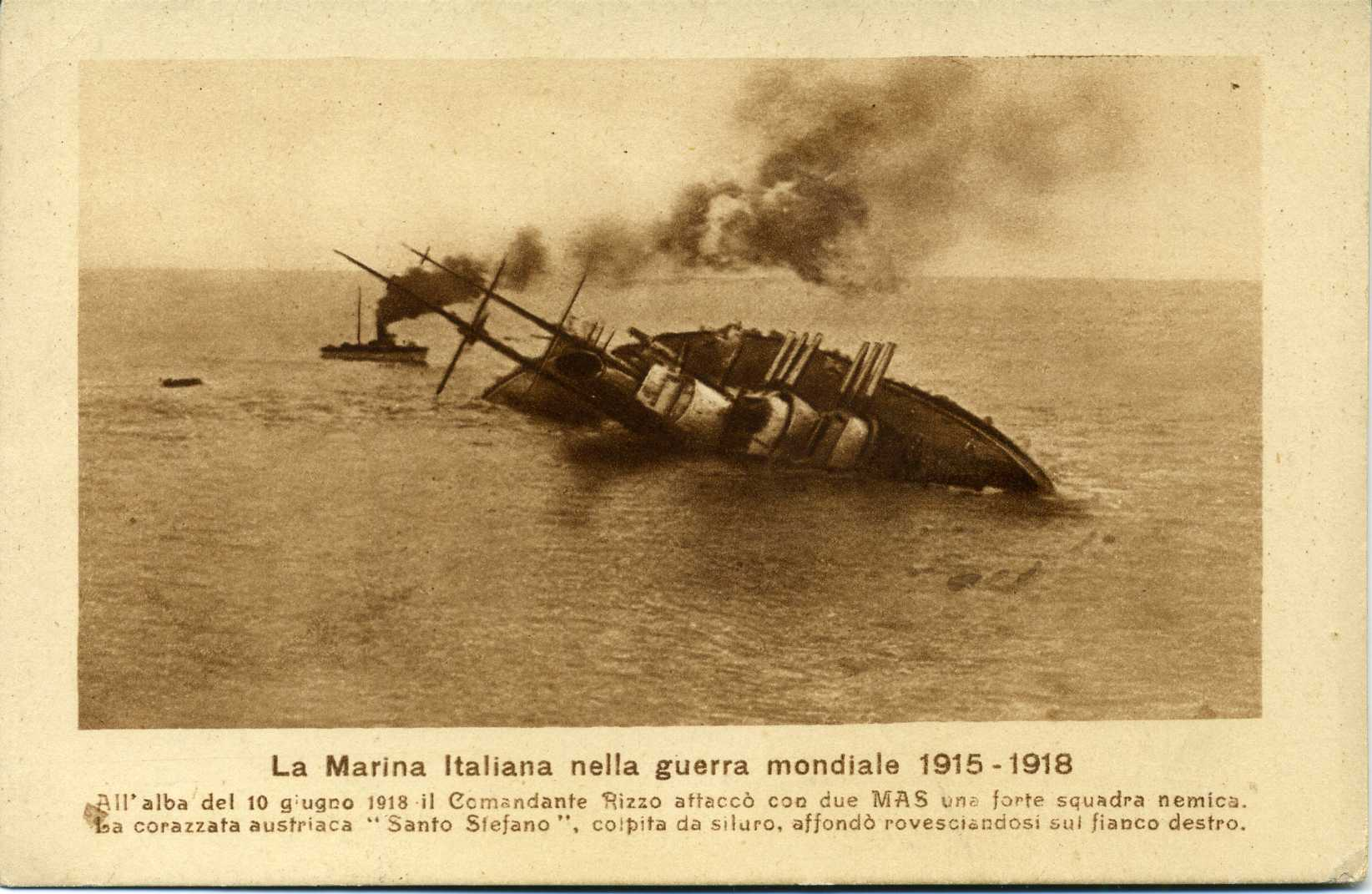
El último momento del Szent István.

A las 3:30 de la mañana del 10 de junio de 1918, cuando navegaba en compañía del SMS Tegetthoff y otros siete buques en ruta hacia la "Barrera de Otranto" en el Canal de Otranto , el Szent István fue impactado al largo de Premuda por dos torpedos de 450 mm lanzados desde la lancha torpedera MAS-15 de la Regia Marina al mando del teniente Luigi Rizzo. Muchos de sus 1.087 tripulantes estaban durmiendo, pues se esperaba más tiempo hasta el inicio de la batalla. Tras el caos inicial, comenzaron los trabajos para intentar expulsar la mayor cantidad de agua posible del buque. El Tegetthoff, que en principio se alejó ante el temor a nuevos ataques con torpedos, regresó y tomó al Szent István a remolque, en un intento de llegar al gran dique seco de Pula. Sin embargo, las bombas no conseguían evacuar la suficiente cantidad de agua, y el acorazado, terminó por hundirse lentamente a las 6:12 de la mañana. 
Su fácil hundimiento se debió posiblemente a que no portaba redes antitorpedo, acero de mala calidad, o los fallos de diseño de la clase Tegetthoff: un desplazamiento relativamente bajo y un alto centro de gravedad, unido al tremendo peso que representaban las doce piezas de 305 mm (12 pulgadas) que componían su armamento principal. Solo se registraron 89 muertos; este bajo número de bajas se atribuye parcialmente al hecho de que los marineros de la KuK Kriegsmarine debían aprender a nadar antes de incorporarse al servicio activo.

## Pecio
Una inspección en los restos años más tarde, en 1970, revelaron una gran brecha de 5 por 7 m justo en la unión entre mamparos, en el límite del blindaje. El buque se hundió totalmente volcado quilla arriba a 66 m de profundidad sin desprender su artillería.
Existe una película de la última media hora del Szent István, filmada por el teniente Mensburger desde el SMS Tegetthoff.  El Szent István es uno de los tres únicos acorazados que han sido filmados en el momento de su hundimiento junto al HMS Barham y al USS Arizona. La película del hundimiento del  Szent István fue utilizada posteriormente para conseguir dinero para la Cruz Roja.